# Eagle Football Group
Eagle Football Group, anciennement appelé OL Groupe ou l'Olympique Lyonnais Groupe, est une société créée en 1999, spécialisée dans la gestion du club de football professionnel de l'Olympique lyonnais et dans l'exploitation de son stade, le Groupama Stadium, dont elle est propriétaire. Le groupe est coté à la bourse de Paris. 
Eagle Football Group est détenu par une société de holding simplement appelée Eagle Football Holding Ltd.

## Historique
La société holding de l'Olympique lyonnais est officiellement créée le 1er février 1999, avec le même mois, l'annonce de l'entrée au capital de la holding du groupe Pathé, qui obtient une participation minoritaire de 34 % en réalisant un investissement de 15,2 millions d'euros. Les 66 % restants du capital de la holding sont alors essentiellement possédés par Jean-Michel Aulas.

### Introduction en bourse

Ancien logo du groupe jusqu'en 2011.

Les expériences étrangères de cotation de clubs de football professionnel se sont, pour la plupart, révélées des échecs, principalement, car l'argent levé a servi à acheter des joueurs, en misant sur un succès sportif à court terme plutôt que de privilégier l'investissement à plus long terme comme la construction d'un stade, générateur de revenus futurs et plus réguliers. L'OL s'est ainsi porté vers ce deuxième choix en construisant son propre stade, le Groupama Stadium.  
Le 9 février 2007, l'OL Groupe fait son entrée en bourse, une première pour un club de football français, en plaçant 28 % de son capital, au cours d'introduction de 24 euros. Cette levée de 89 millions d’euros doit permettre un début de financement du projet OL Land qui comprend la construction d'un nouveau stade, nommé Stade des Lumières, censé fortement développer les revenus du groupe. Mais à la fin de l'exercice 2012, l'entreprise n’a plus que 11,3 millions de trésorerie globale en caisse et a déjà dépensé 43,2 millions d'euros dans le projet immobilier OL Land et son stade des Lumières. Le retard dans la construction de ce stade, cause en partie la forte chute du cours en bourse, qui atteint 3 euros en 2013, ce stade devant fortement accroitre les recettes de l'OL Groupe,.  
Toutefois, la part d'investissement qui revient l'OL Groupe sur ce seul projet est de l'ordre de 400 millions d'euros et rares sont les investisseurs qui désirent prendre un tel risque. Tant et si bien que la presse spécialisée conseille de se tenir à l'écart d'un titre dont les performances sportives et financières de l'entreprise se dégradent. Après un fort rebond au premier semestre 2015, l'action passant de 3 euros en 2014 à 6 euros, les investisseurs anticipant de bons résultats économiques, l'action a rechuté et le 27 novembre 2015, l'action ne valait plus que 2,02 euros.

### Développement économique et diversification
Après de nombreux recours et retard, le 3 février 2012, est signé le permis de construire du « Grand Stade » au coût total de 405 millions d'euros. Mais le financement du stade n'est finalisé qu'en juillet 2013 avec le démarrage des travaux de construction dans la foulée. Initialement prévu pour être finalisé à l'été 2010, l'inauguration du stade a lieu le 9 janvier 2016.
En août 2016, l'OL Groupe annonce son rapprochement avec le fonds d'investissement chinois IDG Capital (en), qui obtiendra 20 % du capital, via une augmentation de capital de 100 millions d'euros. Cette opération, qui a notamment pour but d'internationaliser le club et d'augmenter la notoriété de l'OL en Chine, est finalisée en février 2017. Une société commune, Beijing OL FC, détenue à 45 % par l'OL, est mise en place entre autres pour établir des partenariats avec des sociétés locales et créer des écoles de football. 
En février 2019, l'OL Groupe dévoile son plan stratégique pour les 5 ans à venir, avec une vision « full entertainment », le chiffre d'affaires doit atteindre 400 millions d'euros d'ici 2024. Le groupe compte ainsi se diversifier avec notamment un projet d'implantation d’une nouvelle salle évènementielle à proximité du Groupama Stadium et le développement d'événements annuels dans ce dernier. C'est donc dans ce but que le groupe annonce en juin la création d’un nouveau festival annuel de musique organisé au Groupama Stadium en partenariat avec Olympia Production, filiale de Vivendi.
Après plusieurs mois de négociations, le 22 juin 2019, OL Groupe officialise son rapprochement avec le club de basket français LDLC ASVEL. Le groupe détiendra 25 % du capital du club après lui avoir apporté 3,4 millions d'euros, ainsi que 10 % du capital du Lyon ASVEL Féminin avec un investissement de 300 000 €. Par ailleurs, l'OL a dévoilé en détail son projet de salle de spectacle à 100 millions d'euros située à proximité du Groupama Stadium. Cette nouvelle salle prévue pour 2023-2024, permettra d'accueillir des concerts (de 15 000 à 16 000 personnes), des séminaires de grande ampleur (3 000 personnes) et des événements sportifs (12 000 personnes) et donc la possibilité pour l'ASVEL d'y jouer ses matchs d'Euroligue.
OL Groupe annonce en octobre 2019 un chiffre d'affaires record de 309 millions d'euros et confirme son objectif de 400 millions d'euros de revenus d'ici 2024. À cette occasion, le président du groupe, Jean-Michel Aulas, a également annoncé des négociations pour le rachat d'une franchise féminine américaine de football jouant en NWSL. Le 25 novembre 2019, OL Groupe annonce des discussions exclusives en vue de l'acquisition de la franchise américaine du Reign FC de Seattle, avec pour but de finaliser la transaction avant le 31 janvier 2020. Le rachat est signé le 19 décembre 2019 pour un montant de 3,51 millions de dollars. Une société de droit américain sera créée à cette occasion et détenue par OL Groupe à hauteur de 89,5 %, par Bill Predmore, dirigeant du Reign FC, à 7,5 %, et par Tony Parker, président de LDLC ASVEL et ambassadeur de la marque OL aux États-Unis, à 3 %. L'OL Groupe deviendra ainsi indirectement, actionnaire de la NWSL, aux côtés des autres équipes. Le closing de l'opération est prévu début janvier 2020. Fin décembre, OL Groupe monte au capital de l'ASVEL en récupérant 6,3 % supplémentaire, soit une participation totale de 31,67 % dans le club de basket-ball.
Le 7 janvier 2020, l'OL Groupe et le Groupe LDLC annoncent leur partenariat dans l'esport. L'équipe esport professionnelle Team LDLC, associée à l'OL eSports (déjà présent sur FIFA en France et en Chine), devient donc LDLC OL. L'équipe disposera notamment d'un nouveau centre d'entraînement esport à Lyon à partir du premier trimestre 2020.
En avril 2024, la société évolue pour se dénommer Eagle Football Group.

## Organisation

### Activités
La société OL Groupe est présente dans plusieurs domaines grâce à ses différentes filiales :
- le football avec l'Olympique lyonnais M, l'Olympique lyonnais F.
- le basket-ball avec LDLC ASVEL (à 31,67 %) et LDLC ASVEL féminin (à 10 %).
- l'esport.
- l'organisation d'événements avec le Groupama Stadium et la LDLC Arena.

L'Olympique lyonnais est également très présent en Chine avec de nombreux projets mis en place dans le pays et qui sont coordonnés depuis décembre 2016 par la structure Beijing OL FC – joint-venture détenue par l'OL Groupe et IDG Capital,.

### Données financières
|                    | 2014-15 | 2015-16 | 2016-17 | 2017-18 | 2018-19 | 2019-20 | 2020-21 | 2021-22 | 2022-23 |
| ------------------ | ------- | ------- | ------- | ------- | ------- | ------- | ------- | ------- | ------- |
| Chiffre d'affaires | 104     | 218     | 250     | 289     | 309     | 181     | 118     | 160     | 199     |
| Résultat net       | -21,4   | 9,8     | 4,7     | 8,0     | 6,2     | -37     | -107    | -55     | -99     |

### Actionnaires
Liste des actionnaires mise à jour au 18 novembre 2024 :
| Eagle Football Holdings Ltd. | 87,69 % |
| Jean-Michel Aulas            | 8,233 % |
| Eagle Football Group         | 2,413 % |